# Kavaljerhatt

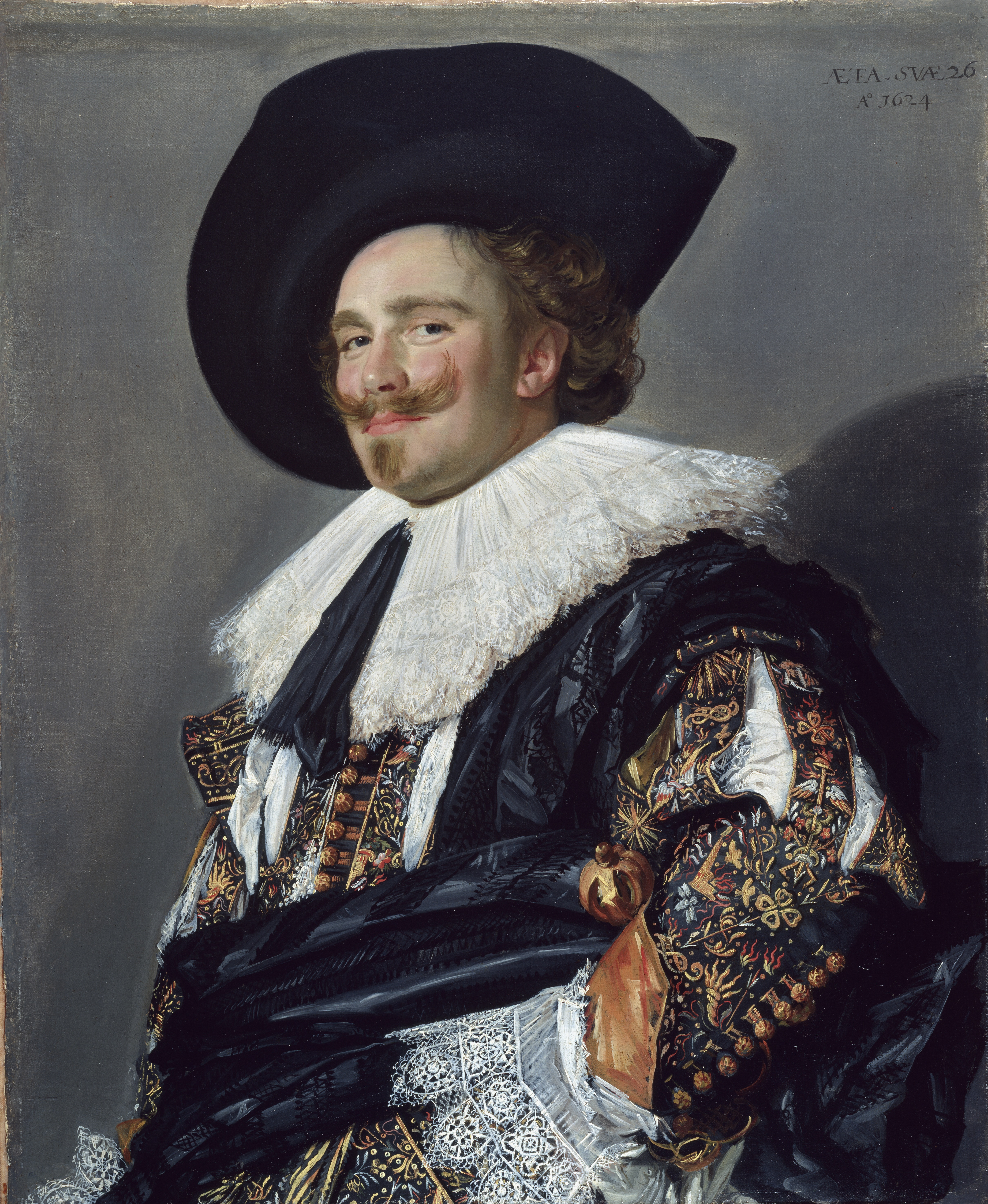
Frans Hals Den leende kavaljeren från 1623 föreställer en kavaljer i samtidens överdådiga uniform med bland annat kavaljerhatt.

Kavaljerhatt, efter engelskans cavalier hat, var en filthatt populär i Västeuropa under 1600-talet. Hatten var stor med mycket brett brätte och pryddes ofta med en strutsfjäder.

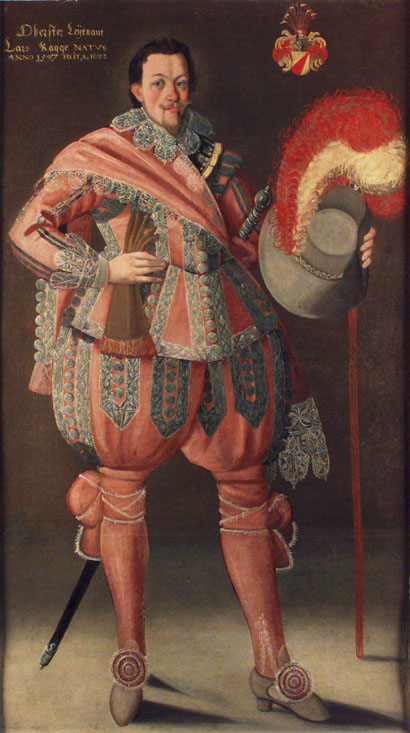
Den svenske greven Lars Kagg 1623 med kavaljerhatt.